# Крашенева (Армизонский район)
Крашенева — деревня в Армизонском районе Тюменской области России. Входит в состав Ивановского сельского поселения.

## История
В «Списке населенных мест Российской империи» 1871 года издания (по сведениям 1868—1869 годов) населённый пункт упомянут как казённая деревня Ишимского округа Тобольской губернии, при озере Крашеневом, расположенная в 160 верстах от окружного центра города Ишим. В деревне насчитывалось 26 дворов и проживало 173 человека (80 мужчин и 93 женщины).
В 1926 году в деревне имелось 91 хозяйство и проживало 402 человека (188 мужчин и 214 женщин). Функционировала школа I ступени. В административном отношении являлась центром Крашеневского сельсовета Армизонского района Ишимского округа Уральской области.

## География
Деревня находится в южной части Тюменской области, в лесостепной зоне, в пределах Ишимской равнины, на берегах озёр Плоховского и Крашенева, на расстоянии примерно 20 километров (по прямой) к северо-востоку от села Армизонское, административного центра района. Абсолютная высота — 138 метров над уровнем моря.

### Часовой пояс
Деревня Крашенева, как и вся Тюменская область, находится в часовой зоне МСК+2. Смещение применяемого времени относительно UTC составляет +5:00.

## Население
| 1989 | 2002 | 2010 |
| ---- | ---- | ---- |
| 135  | ↘112 | ↘80  |

Гендерный состав
По данным Всероссийской переписи населения 2010 года в гендерной структуре населения мужчины составляли 52,5 %, женщины — соответственно 47,5 %.
Национальный состав
Согласно результатам переписи 2002 года, в национальной структуре населения русские составляли 88 % из 112 чел.

## Улицы
Уличная сеть деревни состоит из одной улицы (ул. Крашеневская).